# Pieniądz (powieść)
Pieniądz (fr. L'Argent) – powieść Émile’a Zoli opublikowana w 1891 r., osiemnasta część cyklu Rougon-Macquartowie, poświęcona dalszym losom Arystydesa Rougona oraz mechanizmom działania paryskiej giełdy.

## Treść
Arystydes Rougon, ongiś bogacz i zdolny spekulant (patrz Zdobycz), poprzez szereg nieprzemyślanych inwestycji traci wszystko. Poszukując sposobu na odzyskanie pozycji i majątku, przypadkowo spotyka młodego idealistę Jerzego Hamelina, którego marzeniem jest chrystianizacja Bliskiego Wschodu poprzez szereg gospodarczych inwestycji na jego terytorium. Widząc w tym projekcie możliwość znakomitego interesu i dodatkowo motywowany przez rywalizację z bratem Eugeniuszem, ministrem, Rougon (posługujący się pseudonimem Saccard) postanawia założyć jednostkę finansową, która zajęłaby się realizacją wymienionych planów. Zakłada Bank Powszechny.
Poprzez szereg półlegalnych działań oraz zainwestowanie w agresywną kampanię prasową bank Saccarda odnosi początkowe sukcesy, inwestują weń ludzie ze wszystkich sfer społecznych, co jest pretekstem do ukazania skutków działania giełdy na życie ludzi: ojca samotnie wychowującego córkę, zubożałej arystokratki, wreszcie Karoliny Hamelin, siostry Jerzego, która zostaje kochanką Saccarda i nadaremnie usiłuje nadać jego życiu bardziej ludzkie wartości poza bogaceniem się. Ostatecznie jednak zbudowany na wątłych podstawach bank, skutkiem kampanii żydowskiego bankiera Gundermanna i jego koterii, bankrutuje. Dzięki pomocy Eugeniusza Saccard unika więzienia. Hamelin i jego siostra wyjeżdżają do Rzymu.

## Nawiązania historyczne
Chociaż ponownie większość bohaterów to postacie fikcyjne, opisani maklerzy i bankierzy mieli swoje historyczne odpowiedniki w ówczesnych uczestnikach gier giełdowych. Ze względu na powiązania finansjery i polityki w Pieniądzu opisany został szereg autentycznych wydarzeń:
- wojna domowa w Syrii w 1860 r.
- rządy Maksymiliana Habsburga w Meksyku i jego śmierć
- wojny we Włoszech w 1866 r.
- Wystawa światowa w 1867 r.
- wojna francusko-pruska

Równocześnie autor dopuścił się w utworze antycypacji, czyniąc jedną z przyczyn upadku banku Saccarda kryzys giełdowy, który tak naprawdę nastąpił w latach 80.